# Costante Berselli

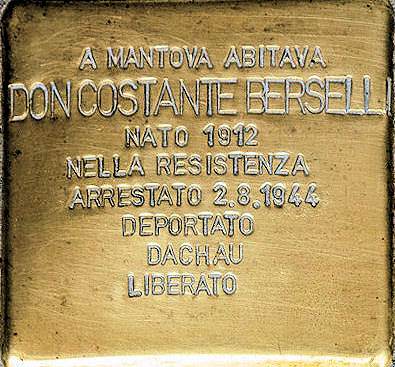
Mantova, Pietra d'inciampo di Don Costante Berselli

Costante Berselli (Mantova, 14 settembre 1912 – 7 ottobre 1994) è stato un religioso, scrittore e partigiano italiano.

## Biografia

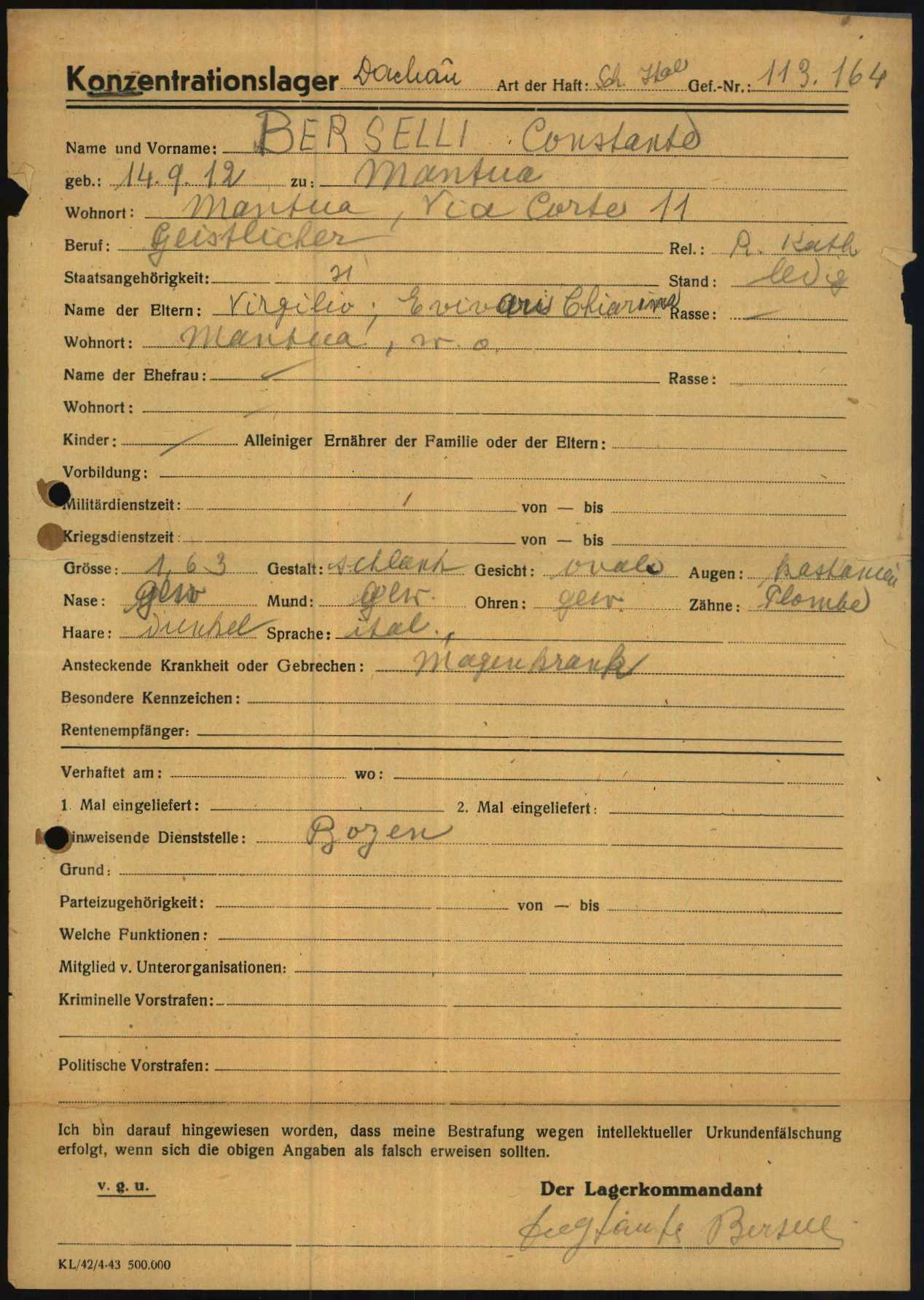
Modulo di registrazione di Costante Berselli come prigioniero nel campo di concentramento nazista di Dachau

Fu uno studioso di storia e un partigiano impegnato nella Resistenza. Nella sua casa di Mantova il 7 luglio 1944 si era costituito il Comitato di Liberazione Nazionale. Il 2 agosto fu arrestato nella canonica della chiesa dei Santi Gervasio e Protasio, a Mantova, mentre utilizzava una ricetrasmittente collegata con gli alleati. Tradotto prima a Verona, venne internato nell'ottobre 1944 a Dachau e fece ritorno alla fine della guerra nel maggio 1945.
Dal 1946 al 1956 è stato direttore del settimanale dei cattolici mantovani La Cittadella. Nel 1965 assistette al recupero dei resti mortali di Francesco II Gonzaga e di sua moglie Isabella d'Este all'interno della chiesa di Santa Paola di Mantova. I resti sparirono in circostanze misteriose. Nel 1966 fondò la rivista "Civiltà mantovana".

## Opere
- Mantova, la storia, le lettere, le arti, 1958.
- Castel Goffredo nella storia, 1978.
- Lodi alla Madonna nel primo millennio delle Chiese d'Oriente e d'Occidente, 1980.
- Virgilio. La vita e le opere, 1981.
- Cucina mantovana di principi e di popolo, 1981 (con lo pseudonimo di Gino Brunetti).[9]
- La storia di Mantova: compendio, 1991.